# Лаков Андрій Опанасович
Андрій Опанасович Лаков (?, с. Бабик, Тверська губернія, Російська імперія — ?) — московський художник, який в кінці XIX та на початку XX століття працював над розписами культових споруд Києво-Печерської лаври.
У 1903 розписував Трапезну плату та церкву Києво-Печерської лаври разом з Іваном Їжакевичем та Г. Поповим. Виконував орнаментальні розписи, що об'єднують всі храмові композиції.
Брав участь в розробці плану нових розписів Успенського собору, зокрема склав 33 креслення зі схемами розташування сюжетів нового розпису (під керівництвом В. Д. Фартусова), плани першого поверху центральної частини храму і хорів, 31 аркуш з масштабами розгорток окремих приміщень. Безпосередньо розписував Успенський собор.